# Marmoutier
 Marmoutier (en alsacià Màschmínschter) és un municipi francès, situat a la regió del Gran Est, al departament del Baix Rin. L'any 2007 tenia 2.688 habitants. Limita al nord amb Otterswiller, al nord-est amb Schwenheim, a l'est amb Lochwiller, al sud-est amb Reutenbourg, al sud amb Singrist, al sud-oest amb Dimbsthal, a l'oest amb Thal-Marmoutier, al nord-oest amb Gottenhouse.
Forma part del cantó de Saverne, del districte de Saverne i de la Comunitat de comunes del Pays de Saverne.

## Demografia
| 1962  | 1968  | 1975  | 1982  | 1990  | 1999  |
| ----- | ----- | ----- | ----- | ----- | ----- |
| 1.686 | 1.789 | 1.948 | 2.024 | 2.235 | 2.444 |

## Administració
| Període | Identitat        | Partit |
| ------- | ---------------- | ------ |
| 2001-   | Jean-Claude Weil |        |